# Museo de Arte Moderno de Liubliana
El Museo de Arte Moderno de Liubliana (en esloveno: Moderna galerija, MG) es el museo nacional de arte moderno de Eslovenia. Alberga las colecciones nacionales de arte del siglo XX (desde el final de la Primera Guerra Mundial) y del siglo XXI.
Está situado en el número 15 de la avenida Cankarjeva, cerca del parque Tivoli.

## Historia

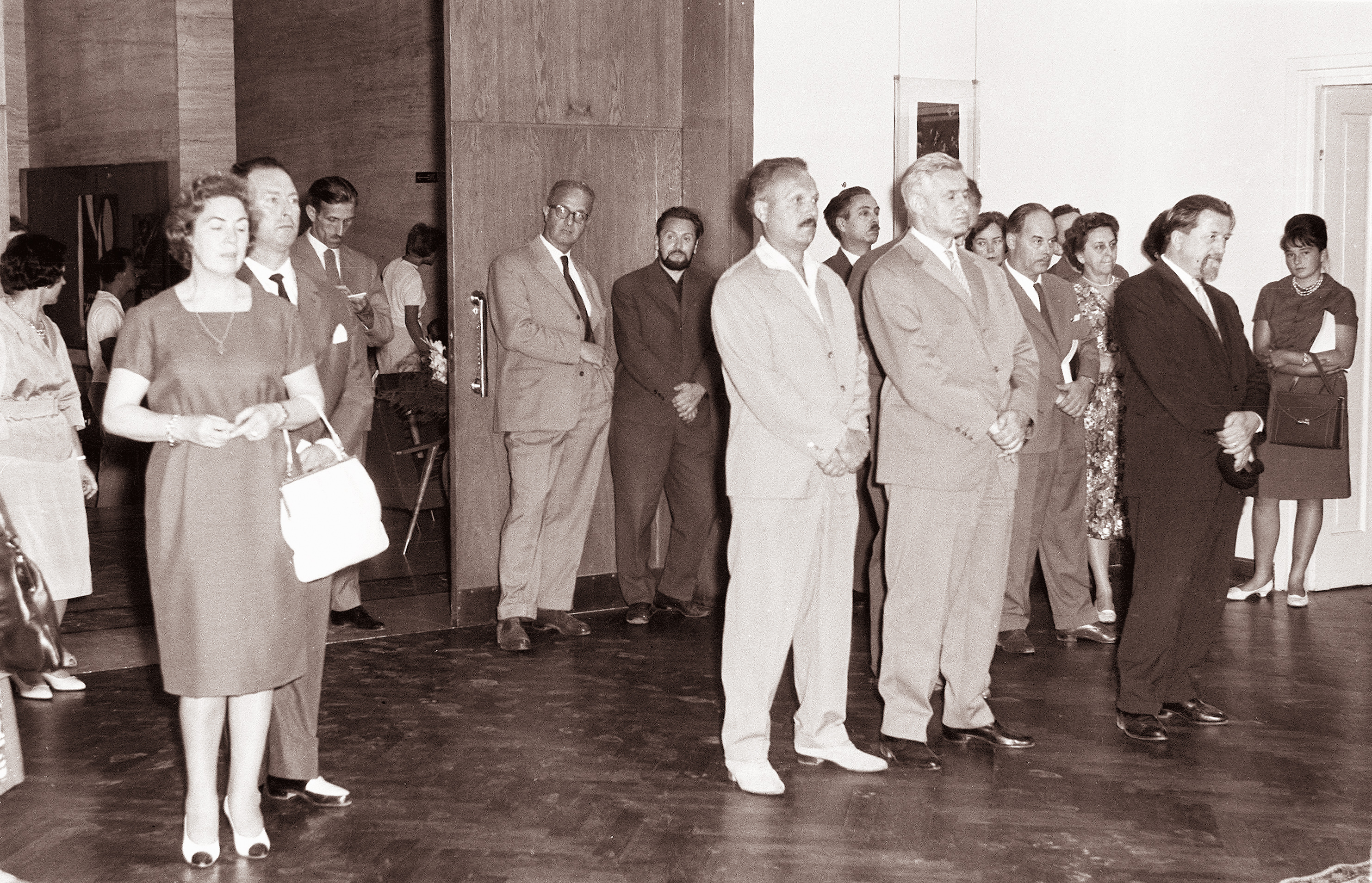
Exposición en el Museo de Arte Moderno con motivo del 20.º aniversario del levantamiento de la nación eslovena (21 de julio de 1961)

El Museo de Arte Moderno se creó por decreto del Gobierno de la República Popular de Eslovenia el 30 de diciembre de 1947 y se abrió oficialmente al público el 3 de enero de 1948. Ocupa un edificio diseñado por Edvard Ravnikar (1907-1993), arquitecto esloveno discípulo de Jože Plečnik. Alberga una colección permanente de arte esloveno del siglo XXI, así como obras de artistas extranjeros. Además, funciona como espacio de debate, documentación, educación, investigación y estudio, con el fin de acercar el arte al gran público.
Desde 2011, el museo cuenta con un segundo espacio, el Museo de Arte Contemporáneo Metelkova (Muzej sodobne umetnosti Metelkova, MSUM), situado en la calle Metelkova, en las dependencias rehabilitadas de un antiguo cuartel militar.

## Edificio
El edificio es una de las primeras obras del arquitecto Edvard Ravnikar, que sigue en parte los principios clasicistas de su maestro, Jože Plečnik: presenta una simetría axial y cuenta con un cuerpo central elevado que alberga la sala de exposiciones principal. Las demás salas, de distintos tamaños, se encuentran en las dos alas laterales y cuentan con iluminación cenital. A la entrada principal, situada en el entresuelo, se accede por una amplia escalinata de acceso cubierta por una marquesina monumental. Al igual que la Biblioteca Nacional y Universitaria de Eslovenia, la fachada está revestida con losas de piedra blanca con distintos acabados. Las ventanas de la fachada están enmarcadas con piedra artificial. Las columnas de piedra que dividen los huecos de las ventanas por su centro refuerzan aún más la impresión de monumentalidad.

## Colecciones
Las colecciones del museo abarcan pinturas, esculturas, grabados y dibujos, así como fotografías, vídeos y obras de arte digital. Además de obras de artistas eslovenos, también se pueden contemplar obras de artistas de otras repúblicas de la antigua Yugoslavia.
La colección nacional presenta las etapas fundamentales del desarrollo de la tradición eslovena del arte moderno y contemporáneo desde principios del siglo XX. El museo no concibe sus colecciones como áreas estrictamente separadas, sino que las conecta y conjuga de forma dinámica.

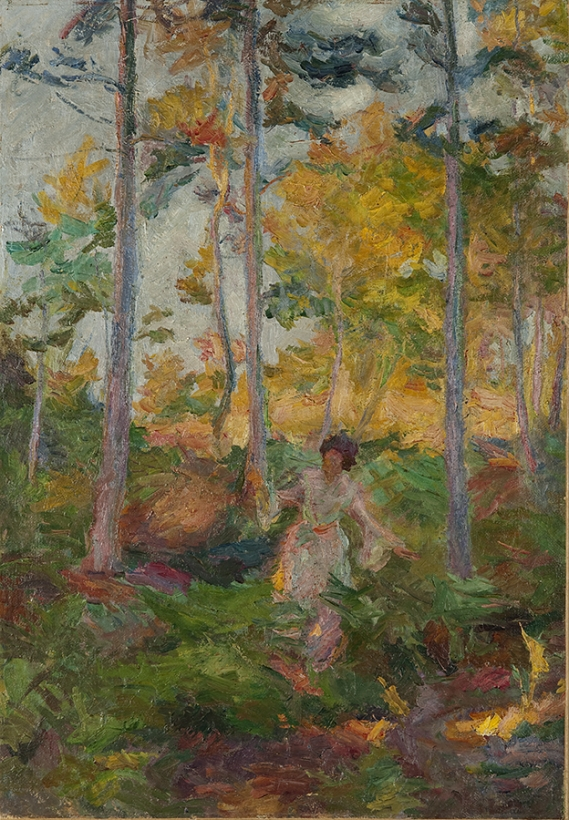
Rihard Jakopič: Entre los pinos (c. 1905)
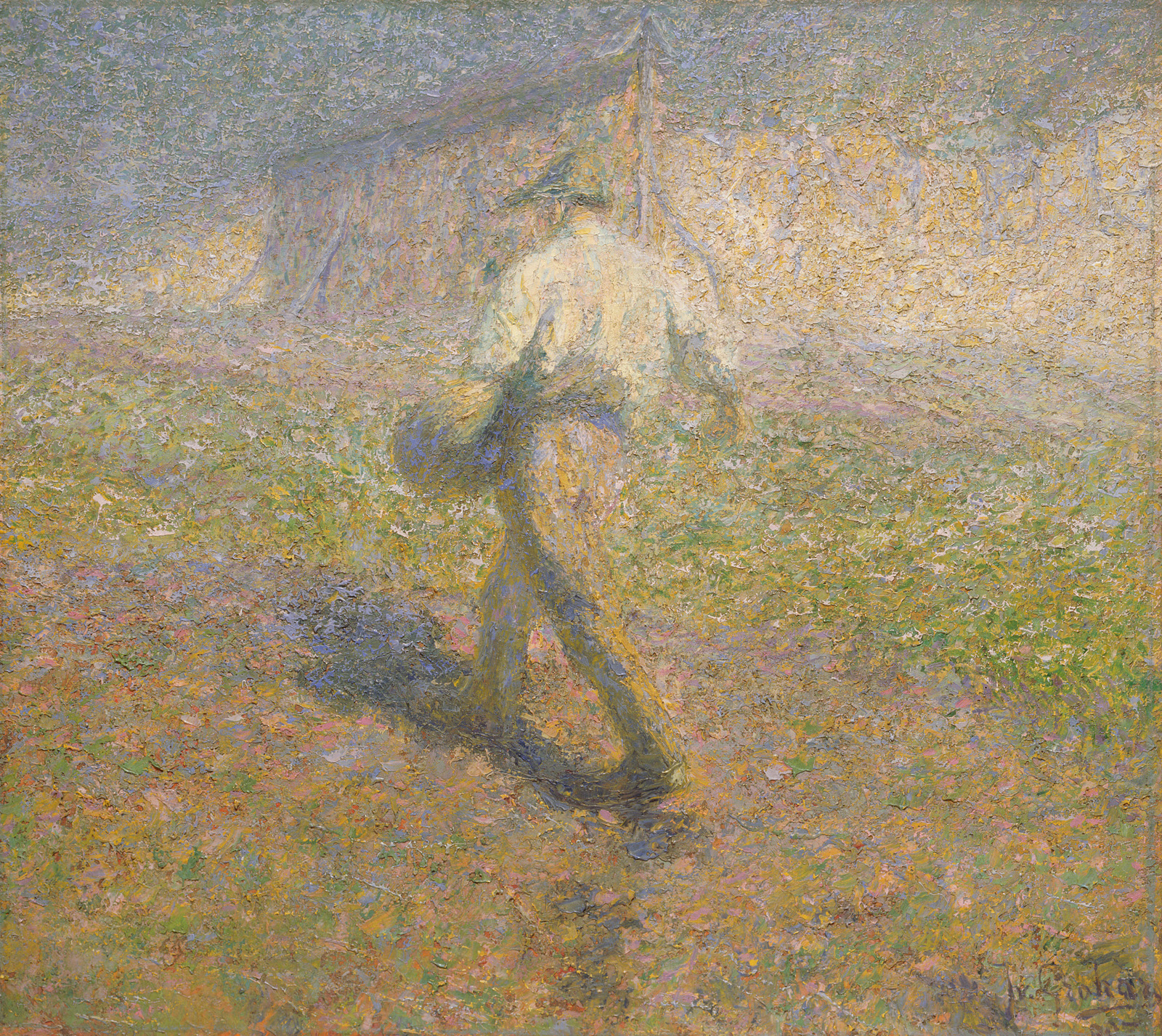
Ivan Grohar: El sembrador (1907)
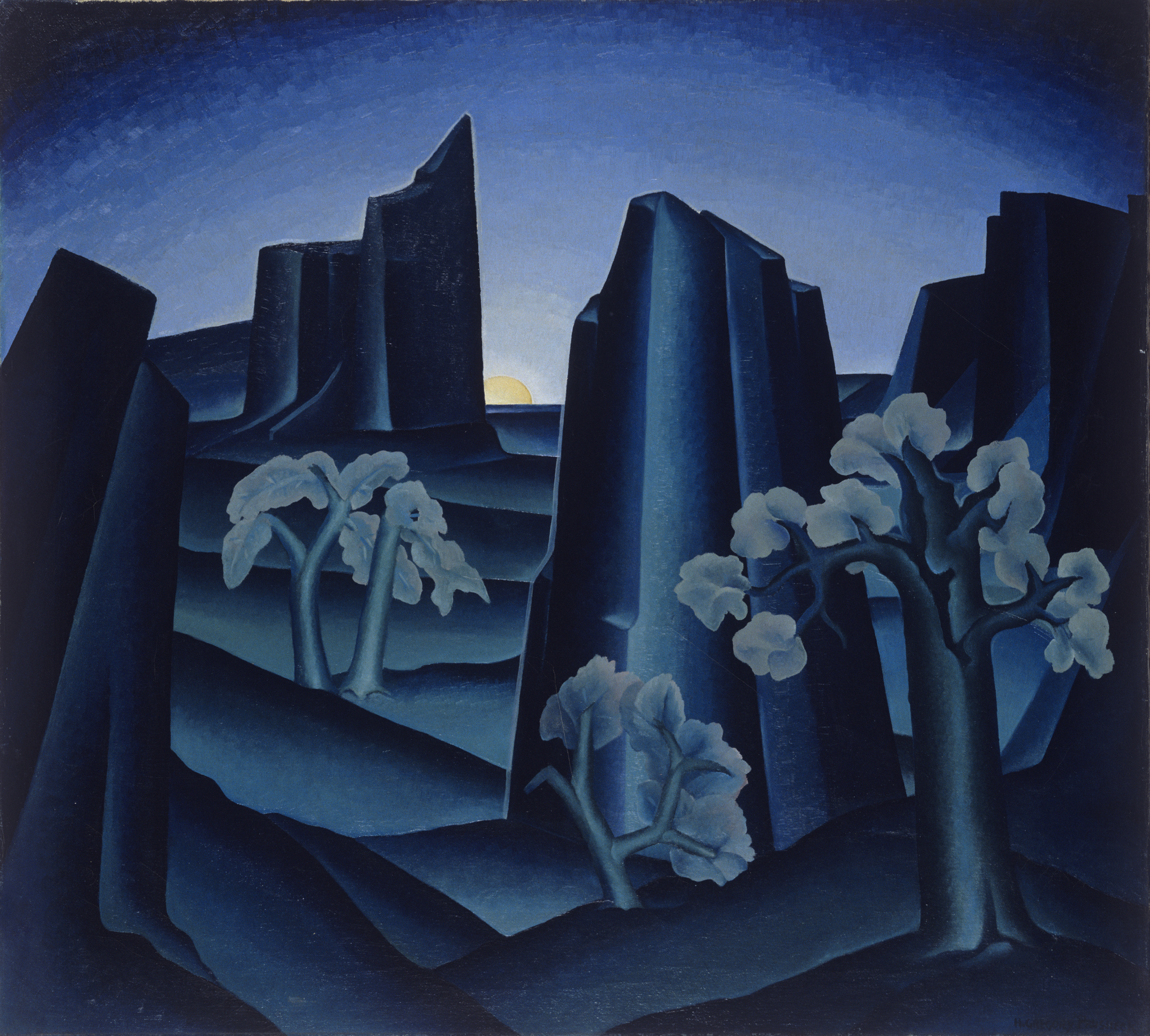
Gregor Perušek: Sinfonía del oeste americano (1926-27)
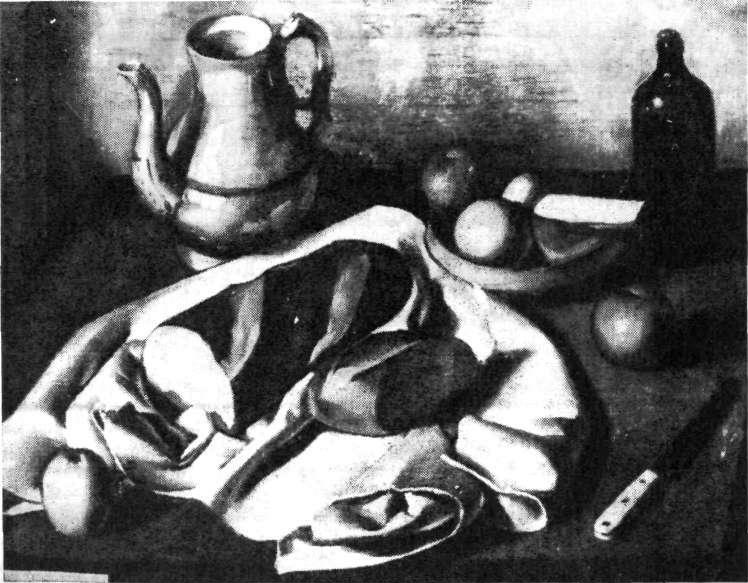
France Košir: Naturaleza muerta (1934)